# Manduca luciae
Manduca luciae är en fjärilsart som beskrevs av Gehlen. 1928. Manduca luciae ingår i släktet Manduca och familjen svärmare. Inga underarter finns listade i Catalogue of Life.